# Mangu Temir
Mangu Temir (em russo: Мангу Темир) Mangu Timer (em tártaro: Мәнгүтимер; romaniz.: Mängü Timer) ou Monque Tomor (em mongol médio: ᠮᠦᠨᠺᠬᠲᠡᠮᠦᠷ; em mongol: Мөнх Төмөр, Mönkh Tömör) foi um nobre mongol do século XIII, filho de Tococã. Em 1266, sucedeu Berque como cã do Canato da Horda Azul. Governou até 1280, quando foi sucedido por Tuda Mengu.